# スロン・ピアビ
スロン・ピアビ（Sruong Pheavy, クメール語: ស្រួង ភាវី, 朝鮮語: 스롱 피아비）はカンボジア国籍の女子ビリヤード選手。キャロム・ビリヤード（スリークッション）を得意とする。UMB Women's World Three-cushion Championshipで2回銅メダルを獲得し、カンボジア及び韓国で広く知られている。

## 経歴
1990年9月12日、トボンクムン州でジャガイモ農家を営む両親のもとに生まれ、この地で育つ。幼少時は医師になりたかったが、学校を中退して両親の農場を手伝うことを余儀なくされた。二人の妹Sruong Srey Nich と Sruong Phara は今もそこに暮らす。20歳のとき韓国人の夫キム・マンシク（金晩植, Kim Man-sik）と結婚、2010年に韓国に移る。
2011年、夫に付いて初めてビリヤード場に行く。夫が「一度打ってみろ」と言うので教わった通りに打つ。その日の帰宅後、選手になるよう夫に説得される。夫が買ってくれた3万ウォンのキューを握って言葉も通じない中猛練習に励む。
2013年、アマチュアの大会で準優勝して選手生活を開始。国際大会に出場したのは2015年のJennifer Shim trophy 2015（米国・ニューヨーク）が最初。2016年1月にプロ転向、2017年にプロデビュー。2017年のスヌーカー国内大会で優勝、その年のうちに国内ランキング1位となった。
2018年6月、カンボジア政府は彼女のためにCambodian Billiard and Snooker Federationを設立した。
2018年のUMB Women's World Three-cushion Championship（トルコ・イズミール）では銅メダルを獲得、カンボジア政府は賞金1万5000ドルを与え、世界ランキングは14位となった。同年、ソウルで行われたZANCA 1st Asian Championship Ladies 3-Cushion 2018で優勝、世界ランキングは Therese Klompenhouwer（オランダ）と Gulsen Degener（トルコ）に次ぐ第3位となった。
2019年、UMB Women's World Three-cushion Championship（スペイン・バレンシア）で銅メダルを獲得。
2021年、Blue One Resort LPBA Championshipで優勝。
2023年東南アジア競技大会の「女子スリ―クッションWomen's 3-cushion carom」で優勝、「女子ワンクッションWomen's 1-cushion carom」で銅メダル。
2023年3月11日、京畿道高陽市で行われたSKレンタカー韓国プロビリヤード協会LPBAワールドチャンピオンシップ2023で優勝。この年のグランドスラムを達成。

## 賞歴
2018
- 2019 UMB Women's World Three-cushion Championship（トルコ・イズミール）
- ZANCA 1st Asian Championship Ladies 3-Cushion（韓国・ソウル）

2019
- 2019 UMB Women's World Three-cushion Championship（スペイン・バレンシア）

2021
- 2021 Blue One Resort LPBA Championship（韓国）

2023
- 2023年東南アジア競技大会 Women's 3-cushion carom（カンボジア・プノンペン）
- 2023年東南アジア競技大会 Women's 1-cushion carom（カンボジア・プノンペン）